# Timrå IK

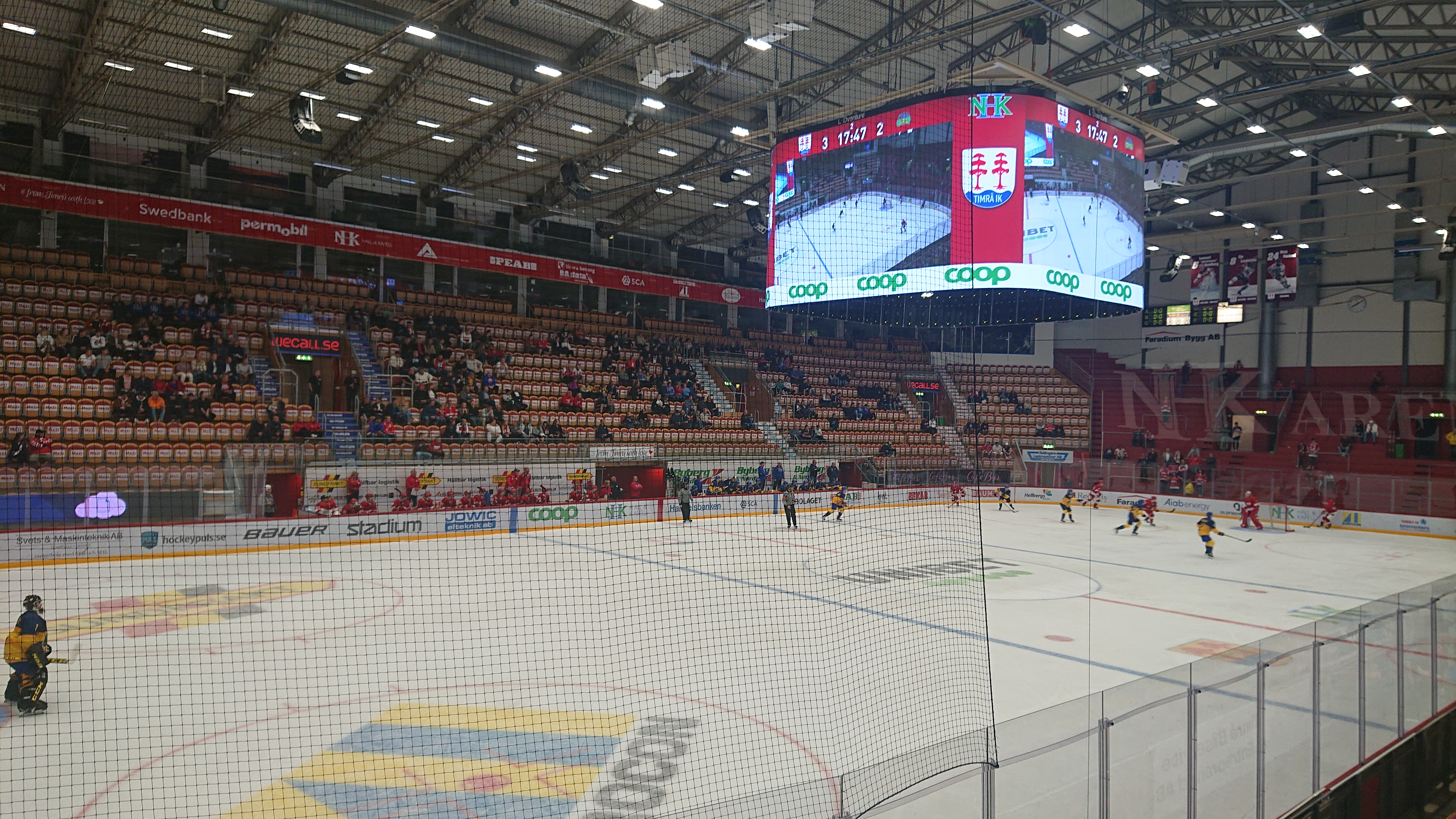
Interiörbild av SCA Arena, 2019.

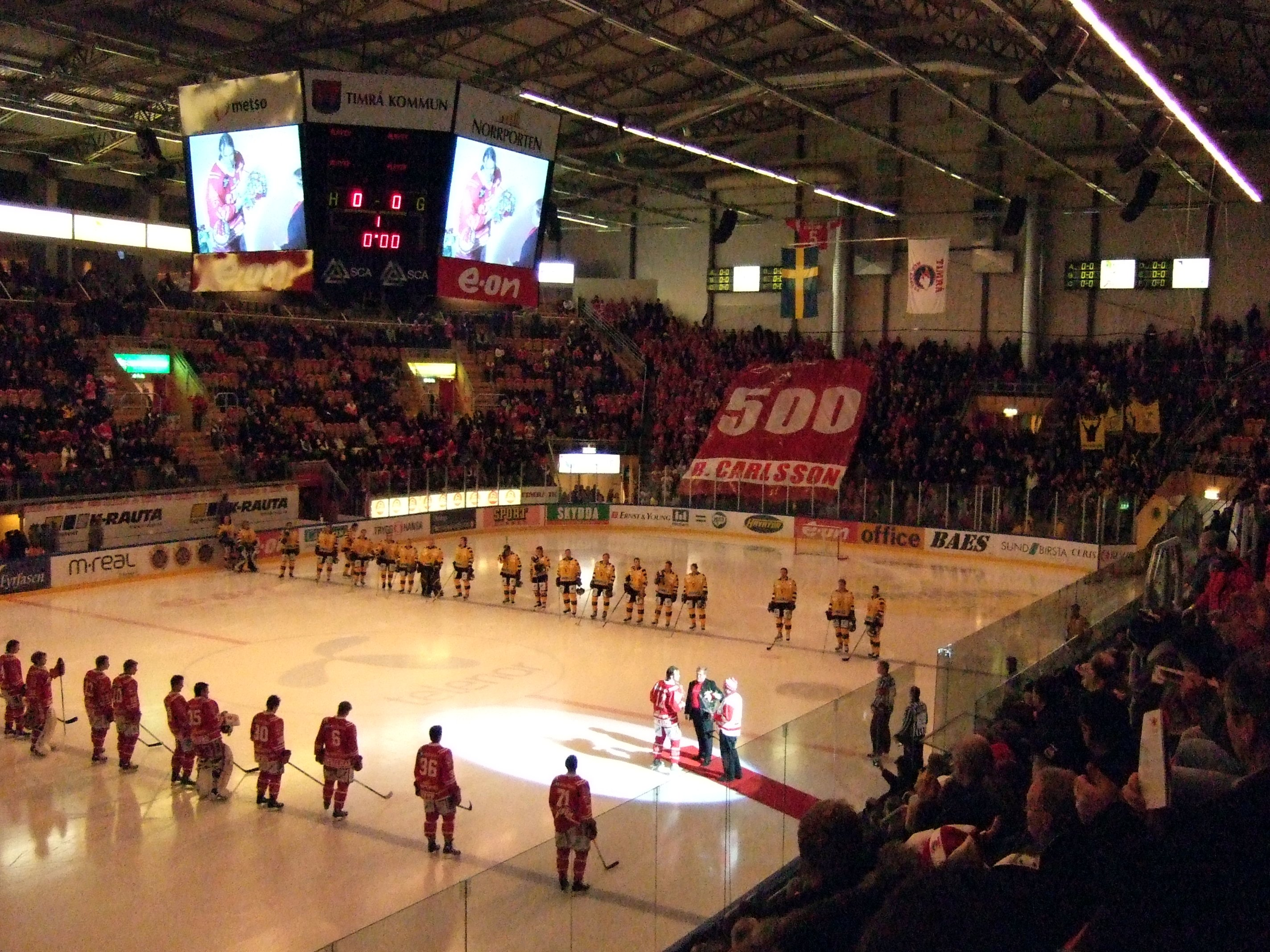
Interiörbild från Timrå IK:s hemmaarena, SCA Arena, vid Robert Carlssons 500:e match med klubben.

Timrå IK (utläses Timrå Idrottsklubb, förkortas TIK) är en ishockeyklubb från Timrå i Medelpad. 1921 bildades Wifstavarfs GIF som 1929 införlivades med Wifstavarvs IK grundat 11 maj 1928. Den 11 oktober 1937 bildade föreningen en ishockeysektion och 1956 skedde debuten i den högsta serien. Timrå IK spelade sedan på högsta nivå fram till våren 1976 då laget degraderades till andradivisionen. Nästa längre sejour i högsta serien var säsongerna 2000–2013 där klubben slutade på tredje plats i grundserien två säsonger (2002/2003 och Lockoutsäsongen 2004/2005) samt nådde SM-semifinal fyra gånger (2003, 2004, 2008 och 2009). 
Timrå degraderades till Hockeyallsvenskan inför säsongen som den högsta serien bytte namn från Elitserien till SHL. Säsongen 2018/2019 hade Timrå en ettårig sejour i SHL och de avancerade återigen till högsta divisionen inför säsongen 2021/2022 efter att ha besegrat Björklöven i den Hockeyallsvenska finalen 2021. Klubbens hittills största merit är ett SM-silver från 1974.

## Historik

### Start–millennieskiftet
Idrottsklubben härstammar från 1921 då Wifstavarfs GIF bildades, som 1929 införlivades med Wifstavarvs IK grundat den 11 maj 1928. 1937 började klubben med ishockey. År 1942 skedde en sammanslagning med lokalkonkurrenten Östrands IF och namnet blev Wifsta/Östrands IF. 1956, när lag från Norrland tilläts delta i de högre nationella serierna, avancerade W/Ö för första gången till högsta serien efter storseger i en avgörande kvalmatch mot Tranås. 1964 slogs klubben ihop med Fagerviks GF namnet blev då Wifsta/Östrand-Fagerviks IF, eller WÖF. Fagervik hade främst fotboll på programmet och sammanslagningen märktes främst för fotbollssektionen som 1978 knoppades av som IFK Timrå. 1966 namnändrades WÖF till kommunens namn, och blev således Timrå IK, förkortning för Timrå Idrottsklubb.
I den dåvarande Allsvenskan blev klubben kvar till den moderna Elitseriens start säsongen 1975/1976, med flera framskjutna placeringar i seriespelet i början av 1970-talet. Det mest framgångsrika året var 1973/74, när Timrå blev silvermedaljörer.
När Elitserien startade var Timrå IK med som ett av tio lag i premiärsäsongen 1975/1976, men degraderades första säsongen. En lång period i andradivisionen, Division I, kom att bli mer regel än undantag. Timrå gjorde ettåriga sejourer i Elitserien säsongerna 1977/1978 och 1981/1982, men 1980- och 1990-talet blev en lång kräftgång där klubben även under några säsonger kämpade sida vid sida med grannföreningen IF Sundsvall Hockey.
Den 22 maj 1990 hade det gått så långt att de båda grannföreningarna försökte sig på att satsa gemensamt mot Elitserien; de slog sig ihop under namnet IF Sundsvall/Timrå Hockey, med Timrå Isstadion som hemmaarena, och behöll också Sundsvalls plats i samma serie för ett andralag som fick Sundsvalls-klubbens tidigare namn Tunadal (IF Tunadal Hockey i detta skede, det historiska namnet var Tunadals IF, ursprungligen Tunadals SS). Samarbetet varade dock bara två säsonger innan Tunadal bröt sig loss och startade om som IF Sundsvall Hockey i division 2.
Efter fusionens upplösning dröjde det till den 6 april 1995 då Timrå IK återtog sitt klassiska namn. Sakta men säkert påbörjade Timrå IK sin marsch tillbaka mot Elitserien. Efter fyra raka säsonger där Timrå blev utslagna playoff-spel kom klubben slutligen att nå sitt mål lagom till millennieskiftet; den 14 april 2000 stod laget som förstaplatstagare i Kvalserien som innebar avancemang till högsta serien, med bland andra den då egna 19-åriga junioren Henrik Zetterberg i laget.

### Elitserien (2000–2013)
Timrås första säsong efter avancemanget till Elitserien (2000/2001) slutade med en tiondeplats i tabellen, men gjorde floppen att sluta sist 2001/2002 där Peo Larsson fick sluta och ersattes av Lars Molin som tränare. (Kent "Nubben" Norberg blev inför säsongen ny sportchef efter att ha varit lagets tränare närmast dessförinnan). Timrås förstaplats i Kvalserien innebar att klubben säkrade ett nytt Elitseriekontrakt.
Till säsongen 2002/2003 tog Kent Johansson över som huvudtränare. Laget var nederlagstippat med marginaler, bland annat på grund av att Henrik Zetterberg lämnat Timrå för Detroit Red Wings. Timrå kom dock att skrälla genom att konstant befinna sig vid toppen och sluta trea i grundserien, och därefter slå ut Luleå HF i fyra raka matcher (bäst av sju) i kvartsfinalen. Vidare tog det emellertid stopp mot blivande mästaren Västra Frölunda HC i semifinalen.
2003 byggdes isstadion om till dåvarande Sydkraft Arena, då med plats för 5 800 åskådare. Säsongen 2003/2004 slutade Timrå sexa i grundserien och slog ut Linköpings HC i kvartsfinalen, men förlorade mot Färjestads BK i semifinalen.
Säsongen 2004/2005 innebar historiens mest stjärnspäckade Elitserien genom att NHL ställdes in helt. Timrå förstärkte med NHL-spelarna Henrik Zetterberg, Fredrik Modin, Miikka Kiprusoff och Aki-Petteri Berg. Laget slutade trea i grundserien (efter att ha hållit sig därikring hela serien igenom) men förlorade kvartsfinalen mot Djurgårdens IF Hockey. Till säsongen därpå tappade Timrå Niklas Nordgren, Jonathan Hedström, Yared Hagos och Lars Jonsson – utöver förra säsongens NHL-värvningar. Förlusterna ersattes inte fullt ut och laget slutade nia och missade slutspel.

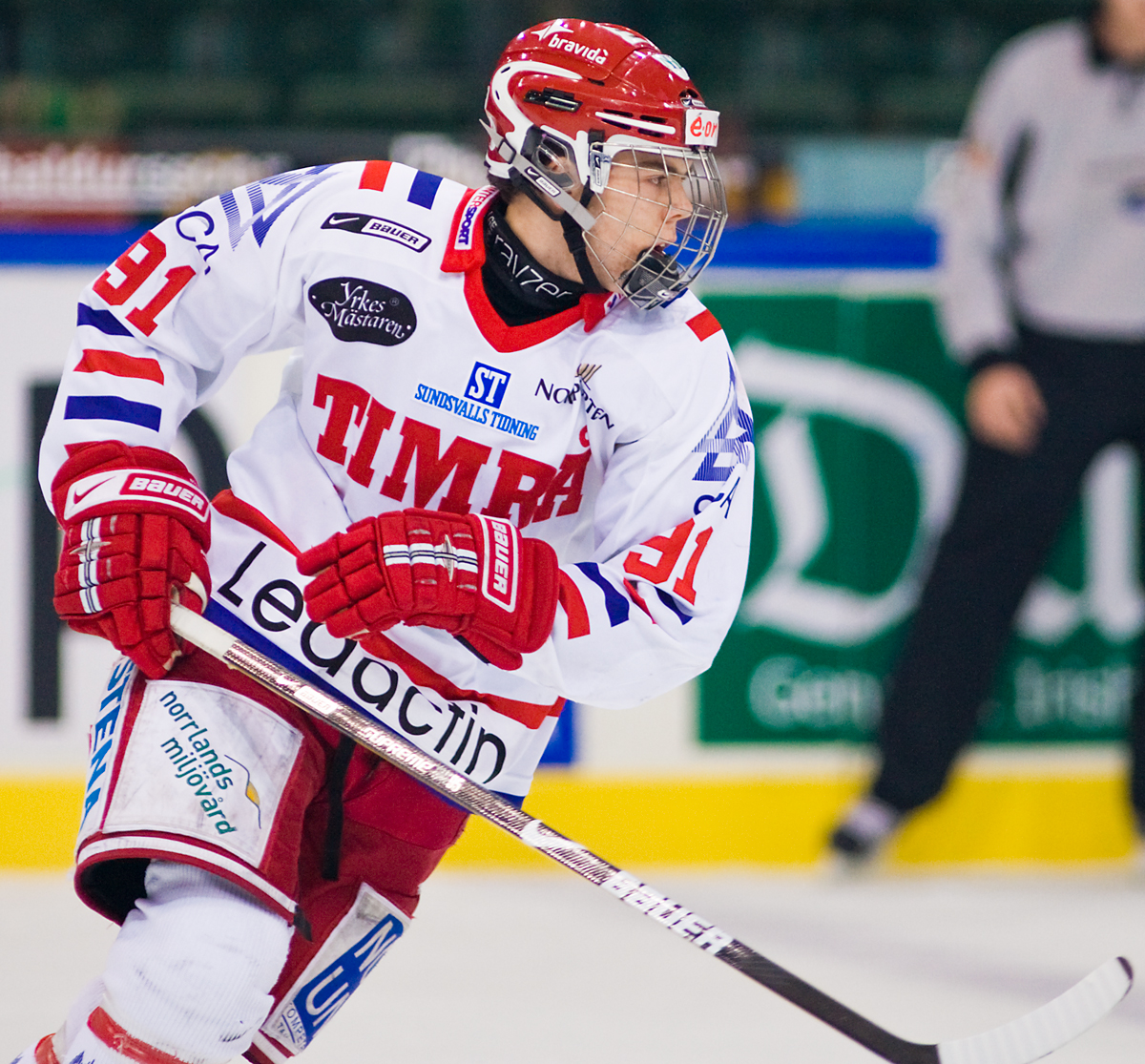
Magnus Pääjärvi i vitt bortaställ, 2008.

Till säsongen 2006/2007 återvände Jonathan Hedström efter vantrivsel i Anaheim Ducks och därtill värvades Johan Backlund, Timo Pärssinen och Riku Hahl samt flera yngre spelare födda i mitten av 1980-talet. Timrå inledde denna säsong med sin dittills största succé genom att toppa Elitserien överlägset efter de första 15 omgångarna. Därefter mattades dock laget efter flera svåra skador och slutade på en femteplats. I kvartsfinalen förlorade Timrå mot länsrivalen och blivande guldmedaljören Modo Hockey efter sju jämna matcher. Inför säsongen därpå fick Kenta Johansson lämna efter fem år, och efterträddes av Charles Berglund. Anton Strålman och Fredrik Warg hade lämnat klubben och bland de nya namnen dominerade åter yngre spelare inklusive de uppflyttade juniorerna Magnus Pääjärvi Svensson och Anton Lander, spetsat med etablerade spelare som Petr Tenkrat och Mika Pyörälä. Efter en ny femteplats i grundserien tog laget revansch mot Modo i SM-kvartsfinalen genom seger med 4–1 i matcher, men åkte ut mot blivande mästarna HV71 efter 2–4 i matcher i en jämn semifinalserie.
Inför säsongen 2008/2009 värvades Riku Hahl, och Pär Styf utsågs till ny lagkapten efter 8 säsonger i Timrå IK. Sportchefen Kent Norberg lämnade klubben, så också  Jonathan Hedström efter en skadebenägen säsongsinledning. Mika Pyörälä slog denna säsong målrekord i Timrå med 21 mål i grundserien. Timrå slutade på en åttondeplats och därmed sista lag in i slutspel. I SM-slutspelet slogs Timrå ut av HV71 i kvartsfinalserien, efter ha tappat ett 3–1-överläge till 3–4 i matchserien där för övrigt den sjätte semifinalmatchen (på hemmaplan) avgjordes i förlängning efter att skenan på backen Mikko Lehtonens skridsko ramlat av ute på isen i Timrås försvarszon.
Inför 2009/10 lämnade Mika Pyörälä, Johan Backlund, Robin Jonsson, Johan Andersson, Petr Tenkrat, Oscar Sundh och Mikko Lehtonen klubben. Bland ersättarna var Anders Lindbäck, Niklas Anger, Daniel Corso och Petr Caslava de mest etablerade. Under större delen av säsongen var Timrå utanför slutspelsplats, men i den näst sista omgången besegrades åttan Luleå på bortaplan med 1–0 som Timrå således passerade och säkrade en slutspelsplats. HV71 valde Timrå som kvartsfinalmotståndare och Timrå blev utslaget av HV71 för tredje säsongen i rad, den här gången med 4–1 i matcher.
Vidare följde en säsong med en för Timrå IK rekordstor spelarbudget som slutade med en plats i "ingenmansland" (det vill säga mellan slut- och kvalspel), vilket innebar att intäkterna för ett budgeterat slutspel uteblev, och efter att ha kvalat sig kvar 2012 skulle klubbens 13-åriga sejour högstaligan ta slut via en tredjeplats i Kvalserien 2013 – och degradering till Hockeyallsvenskan var ett faktum.

### Vidare historik (2013 och framåt)
Säsongen 2013/2014 genomgick föreningen en företagsrekonstruktion, på grund av svag ekonomi, där 75 % av skulderna till oprioriterade fordringsägare skrevs av i ett ackord (därmed kunde klubbens totala skulder halveras från 80 till 40 miljoner). Ett fåtal spelare blev kvar från Elitserien (benämnd SHL från och med denna säsong) däribland lagkaptenen Per Hallin. I övrigt satsade klubben främst på yngre spelare. Laget slutade åtta i serien och missade Playoff-spel, vilket upprepades säsongen därpå men då med en tiondeplats i grundserien; dessförinnan hade Roger Forsberg från Östersund skrivit på ett tvåårigt tränarkontrakt med klubben efter att ha vunnit JSM-guld med HV71:s U20-lag säsongen innan (Forsberg blev därmed Timrås första etablerade huvudtränare på 2010-talet). Efter en tre månader lång förhandlingsprocess köpte Timrå kommun arenan (vilken kom att få det tredje förnyade namnet NHK Arena) för 45 miljoner kronor i april 2015, vilket innebar en fortlevnad för klubben (istället för konkurs).  
Säsongen 2015/2016 räckte Timrås åttondeplats till Playoff-spel (härmed under namnet Slutspelsserien, i vilken sex lag spelar fem matcher), eftersom ett nytt seriesystem hade införts till föregående säsong, men väl där kom laget näst sist. Denna säsong spelade även IF Sundsvall Hockey i Hockeyallsvenskan vilket innebar de första derbymötena i ligasammanhang sedan 1990-talet, tre av de fyra mötena vanns av Sundsvall. Under hösten 2016 lyckades ett inför säsongen 2016/2017 topptippat Timrå befästa förstaplatsen i grundserien, men kom i december att tappa en trio nyckelspelare till J20-VM (Elias Pettersson, Jonathan Dahlén och Jens Lööke)  och hamnade på sjätte plats – vilken också blev lagets slutplacering – i den jämna tabellen. Timrå IK fortsatte dock att ha vissa likviditetsproblem (i januari 2017 hade klubben ärenden hos Kronofogden för 44:e gången sedan 2013), men utan att vara konkurshotad. I Slutspelsserien slutade Timrå åter näst sist.
2017 värvades den norske landslagsmålvakten Henrik Haukeland från Leksand,  medan Jonathan Dahlén var en av Timrås unga profiler som skulle lämna klubben för spel i Nordamerika (och Elias Pettersson kom att skriva på för Växjö Lakers i SHL), och den före detta målvakten Fredrik Andersson (som var med i Timrås trupp vid avancemanget år 2000) debuterade som huvudtränare efter Roger Forsberg. Timrå spåddes därmed att åter hamna i mitten av tabellen, men efter att Jonathan Dahlén drabbats av körtelfeber valde han att i mitten av oktober återvända till Timrå vilket lyfte laget som kom att etablera sig i toppen och vinna grundserien 2017/2018 med åtta poängs marginal före favorittippade Leksand – och Timrå gick även obesegrat mot Leksand i Hockeyallsvenska finalen, 3–0 i bäst av fem matcher. Timrå skulle slutligen i bäst av sju matcher möta SHL-jumbon Karlskrona i kampen om en SHL-plats och mångmiljoner (den 21 november 2017 meddelades det att Timrå IK var en av sex allsvenska klubbar i uppror mot den kraftigt ökade skillnaden i ligabidrag mellan SHL och Hockeyallsvenskan från 2018/2019). Efter underläge med 0–2 och 1–3 i matcher lyckades Timrå vända, den avgörande matchen i Karlskrona den 6 april 2018 vann Timrå med 2–0 och kontraktet därmed Timrås.
Timrå IK:s säsongsinledning i SHL 2018/2019 utmärktes med ett poängrekord för nykomlingar i den högsta divisionen efter millennieskiftet, men blev kort därefter befäst på sista plats som tippat. I kvalet mot IK Oskarshamn förlorade Timrå i den sjunde och avgörande matchen, efter tre hemmasegrar vardera.
I Hockeyallsvenskan 2019/2020 var Jonathan Dahlén tillbaka i Timrå för att få ny fart på sin karriär, efter ett år i AHL som inte levde upp till förväntningarna, medan Anton Wedin flyttade till Nordamerika. Timrå slutade trea i tabellen efter Norrlandsrivalerna IF Björklöven och Modo Hockey, som samtliga inkasserade över 100 poäng, men slutspelen fick ett abrupt slut då allt ställdes in i och med att Covid-19-pandemin bröt ut. Beslutet kritiserades som innebar betydligt fler förlorare än vinnare, inte minst Hockeyallsvenskans topplag. Säsongen därpå, med spel inför 0 till 500 (mestadels 50) åskådare på läktarna, stod Timrå som grundseriesegrare på 118 poäng (tre färre än Björklövens HA-rekord från föregående säsong). Ytterligare ett nytt slutspelssystem hade införts; samma upplägg som i SHL, med åttondelsfinaler till final där finalvinnaren avancerar till SHL. Timrå vann i kvartsfinal mot AIK med 3–1 i matcher (bäst av fem), semifinal mot Västerviks IK med 4–2 i matcher (bäst av sju) och final i bäst av sju matcher mot Björklöven. Efter en seger vardera (6–3 till IFB och 7–0 till TIK) behövde spelet skjutas upp när Björklöven fått Covid-19-smitta i laget. När spelet återupptogs tre veckor senare vann Timrå tre raka matcher med den totala målskillnaden 17–5.

### Översikt över säsonger
Vid samgåendet spelade både Wifstavarvs IK och Östrands IF i Medelpadsserien. Även det nya laget spelade i serien de år det fanns fler lag att spela mot i Medelpad. Annars tävlade man i Svenska Mästerskapet. 1948 bildades Division III och Medelpadslagen anslöt nu till den nationella seriepyramiden, redan första säsongen kvalificerade sig Wifsta/Östrand till Division II. Efter sju säsonger i andraligan nådde laget 1956 Division I för första gången. Det blev lyckosamt och laget höll sig kvar under två decennier.
| Säsong                      | Division                       | Placering          | Slutspel/Kval/SM                                  |
| Wifsta/Östrands IF          | Wifsta/Östrands IF             | Wifsta/Östrands IF | Wifsta/Östrands IF                                |
| --------------------------- | ------------------------------ | ------------------ | ------------------------------------------------- |
| 1942/1943                   | Medelpadsserien                | 1                  | SM: Utslagna i första omgången av IK Göta         |
| 1943/1944                   | Inget seriespel                |                    | SM: Utslagna i kvartsfinalen av Nacka             |
| 1944/1945                   | Medelpadsserien                | 1                  | SM: Utslagna i kvartsfinalen av Hammarby          |
| 1945/1946                   | Medelpadsserien                | 1                  | SM: Utslagna i kvartsfinalen av Södertälje SK     |
| 1946/1947                   | Medelpadsserien                | 1                  | SM: Utslagna i andra omgången av Södertälje SK    |
| 1947/1948                   | Inget seriespel                |                    | SM: Utslagna i första omgången av Clemensnäs      |
| 1948/1949                   | Division III Norra Uppsvenska  | 1                  | Kval: Besegrar Sandviken och Malung, uppflyttade  |
| 1949/1950                   | Division II Norra              | 3                  | SM: Utslagna i kvalomgången av Piteå              |
| 1950/1951                   | Division II Norra              | 2                  | SM: Utslagna i andra omgången av AIK              |
| 1951/1952                   | Division II Norra              | 4                  |                                                   |
| 1952/1953                   | Division II Norra              | 3                  |                                                   |
| 1953/1954                   | Division II Norra              | 5                  |                                                   |
| 1954/1955                   | Division II Norra B            | 4                  |                                                   |
| 1955/1956                   | Division II Södra Norrländskan | 1                  | Kval: Besegrar Clemensnäs och Tranås, uppflyttade |
| 1956/1957                   | Division I Norra               | 4                  |                                                   |
| 1957/1958                   | Division I Norra               | 4                  |                                                   |
| 1958/1959                   | Division I Norra               | 5                  |                                                   |
| 1959/1960                   | Division I Norra               | 4                  |                                                   |
| 1960/1961                   | Division I Norra               | 3                  |                                                   |
| 1961/1962                   | Division I Norra               | 2                  | 8:a i mästerskapsserien                           |
| 1962/1963                   | Division I Norra               | 4                  | 8:a i mästerskapsserien                           |
| 1963/1964                   | Division I Norra               | 6                  | 3:a i kvalificeringsserien                        |
| Wifsta/Östrand-Fagerviks IF |                                |                    |                                                   |
| 1964/1965                   | Division I Norra               | 5                  | 2:a i kvalificeringsserien                        |
| 1965/1966                   | Division I Norra               | 4                  | SM: Utslagna av Brynäs                            |
| Timrå IK                    |                                |                    |                                                   |
| 1966/1967                   | Division I Norra               | 5                  |                                                   |
| 1967/1968                   | Division I Norra               | 6                  |                                                   |
| 1968/1969                   | Division I Norra               | 5                  |                                                   |
| 1969/1970                   | Division I Norra               | 5                  | 1:a i kvalificeringsserien                        |
| 1970/1971                   | Division I Norra               | 4                  | SM: 5:a i mästerskapsserien                       |
| 1971/1972                   | Division I Norra               | 3                  | SM: 3:a i mästerskapsserien                       |
| 1972/1973                   | Division I Norra               | 4                  | SM: 8:a i mästerskapsserien                       |
| 1973/1974                   | Division I Norra               | 2                  | SM: 2:a i mästerskapsserien, SM-silver            |
| 1974/1975                   | Division I                     | 4                  | SM: Utslagna av Brynäs IF                         |

Till säsongen 1975/76 gjordes en stor serieomläggning i svensk ishockey och Elitserien bildades som ny högsta serie. Antalet lag i högsta serien minskades, men Timrå IK fick vara kvar. Det varade dock inte länge. Redan efter första säsongen tvingades klubben flytta ner i Division I som nu var andraserie. 20 år i högsta serien var över och nu gjordes bara några sporadiska säsonger i högsta serien de kommande åren. 
| Säsong                                                       | Division         | Placering | Slutspel/Vårserie         | Playoff/Kval                                                                 |
| ------------------------------------------------------------ | ---------------- | --------- | ------------------------- | ---------------------------------------------------------------------------- |
| 1975/1976                                                    | Elitserien       | 10        |                           | Nedflyttade                                                                  |
| 1976/1977                                                    | Division I Norra | 1         |                           | Playoff: Besegrar Strömsbro och Mora 2:a i kvalserien. Uppflyttade           |
| 1977/1978                                                    | Elitserien       | 9         |                           | 4:a i kvalserien. Nedflyttade                                                |
| 1978/1979                                                    | Division I Norra | 1         |                           | Playoff: Besegrar Hammarby, utslagna av Södertälje                           |
| 1979/1980                                                    | Division I Norra | 1         |                           | Playoff: Utslagna av Hammarby                                                |
| 1980/1981                                                    | Division I Norra | 1         |                           | Playoff: Besegrar Strömsbro och Örebro, 2:a i kvalserien. Uppflyttade        |
| 1981/1982                                                    | Elitserien       | 10        |                           | Nedflyttade                                                                  |
| 1982/1983                                                    | Division I Norra | 1         | 3:a i Allsvenskan         | Playoff: Besegrar Piteå och Örebro, 4:a i kvalserien                         |
| 1983/1984                                                    | Division I Norra | 2         | 8:a i Allsvenskan         |                                                                              |
| 1984/1985                                                    | Division I Norra | 3         | 1:a i fortsättningsserien |                                                                              |
| 1985/1986                                                    | Division I Norra | 2         | 8 i Allsvenskan           |                                                                              |
| 1986/1987                                                    | Division I Norra | 1         | 8:a i Allsvenskan         |                                                                              |
| 1987/1988                                                    | Division I Norra | 3         | 1:a i fortsättningsserien | Playoff: Besegrar Mora, utslagna av Väsby                                    |
| 1988/1989                                                    | Division I Norra | 3         | 2:a i fortsättningsserien | Playoff: Besegrar Huddinge, utslagna av Vita Hästen                          |
| 1989/1990                                                    | Division I Norra | 3         | 2:a i fortsättningsserien | Playoff: Utslagna av Örebro                                                  |
| 1990–1995 spelade man inom samarbetet Sundsvall/Timrå Hockey |                  |           |                           |                                                                              |
| 1995/1996                                                    | Division I Norra | 3         | 1:a i fortsättningsserien | Playoff: Besegrar Hammarby, utslagna av Rögle                                |
| 1996/1997                                                    | Division I Norra | 3         | 1:a i fortsättningsserien | Playoff: Utslagna av Nyköping                                                |
| 1997/1998                                                    | Division I Norra | 2         | 5:a i Allsvenskan         | Playoff: Besegrar Boden och Lidingö 5:a i Kvalserien                         |
| 1998/1999                                                    | Division I Norra | 1         | 4:a i Allsvenskan         | Playoff: Besegrar Kumla; utslagna av Mora. Kvalificerade för nya Allsvenskan |

Vid millennieskiftet var det dags för nästa stora serieomläggning i svensk ishockey. En ny serie vid namn Allsvenskan skapades och Timrå IK lyckades direkt ta sig till kvalserien och gå upp till Elitserien, vilket ledde till 13 raka säsonger i den högsta serien.
| Säsong    | Division            | Placering | Vårserie/Slutspel/Kval                                                                 |
| --------- | ------------------- | --------- | -------------------------------------------------------------------------------------- |
| 1999/2000 | Allsvenskan Norra   | 2         | 1:a i Kvalserien, uppflyttade                                                          |
| 2000/2001 | Elitserien          | 9         |                                                                                        |
| 2001/2002 | Elitserien          | 12        | 1:a i Kvalserien                                                                       |
| 2002/2003 | Elitserien          | 3         | SM: Besegrar Luleå; utslagna av V Frölunda                                             |
| 2003/2004 | Elitserien          | 6         | SM: Besegrar Linköping, utslagna av Färjestad                                          |
| 2004/2005 | Elitserien          | 3         | SM: Utslagna av Djurgården                                                             |
| 2005/2006 | Elitserien          | 9         |                                                                                        |
| 2006/2007 | Elitserien          | 5         | SM: Utslagna av Modo                                                                   |
| 2007/2008 | Elitserien          | 5         | SM: Besegrar Modo, förlorar mot HV71                                                   |
| 2008/2009 | Elitserien          | 8         | SM: Utslagna av HV71                                                                   |
| 2009/2010 | Elitserien          | 8         | SM: Utslagna av HV71                                                                   |
| 2010/2011 | Elitserien          | 10        |                                                                                        |
| 2011/2012 | Elitserien          | 12        | 1:a i Kvalserien                                                                       |
| 2012/2013 | Elitserien          | 11        | 3:a i Kvalserien. nedflyttade                                                          |
| 2013/2014 | Hockeyallsvenskan   | 8         |                                                                                        |
| 2014/2015 | Hockeyallsvenskan   | 10        |                                                                                        |
| 2015/2016 | Hockeyallsvenskan   | 8         | 5:a i Slutspelsserien                                                                  |
| 2016/2017 | Hockeyallsvenskan   | 6         | 5:a i Slutspelsserien                                                                  |
| 2017/2018 | Hockeyallsvenskan   | 1         | Hockeyallsvenska finalen: Besegrar Leksand Direktkval: Besegrar Karlskrona uppflyttade |
| 2018/2019 | Svenska Hockeyligan | 14        | Direktkval: Utslagna av Oskarshamn, nedflyttade                                        |
| 2019/2020 | Hockeyallsvenskan   | 3         | Inställt p.g.a. coronapandemin                                                         |
| 2020/2021 | Hockeyallsvenskan   | 1         | Slutspel: Besegrar AIK, Västervik och Björklöven, uppflyttade                          |
| 2021/2022 | Svenska Hockeyligan | 14        | Play-out: Besegrar Djurgården                                                          |
| 2022/2023 | Svenska Hockeyligan | 5         | SM: Utslagna av Örebro                                                                 |
| 2023/2024 | Svenska Hockeyligan | 8         | SM: Utslagna av Rögle                                                                  |

## Kända Timråspelare

### Hissade och pensionerade tröjnummer

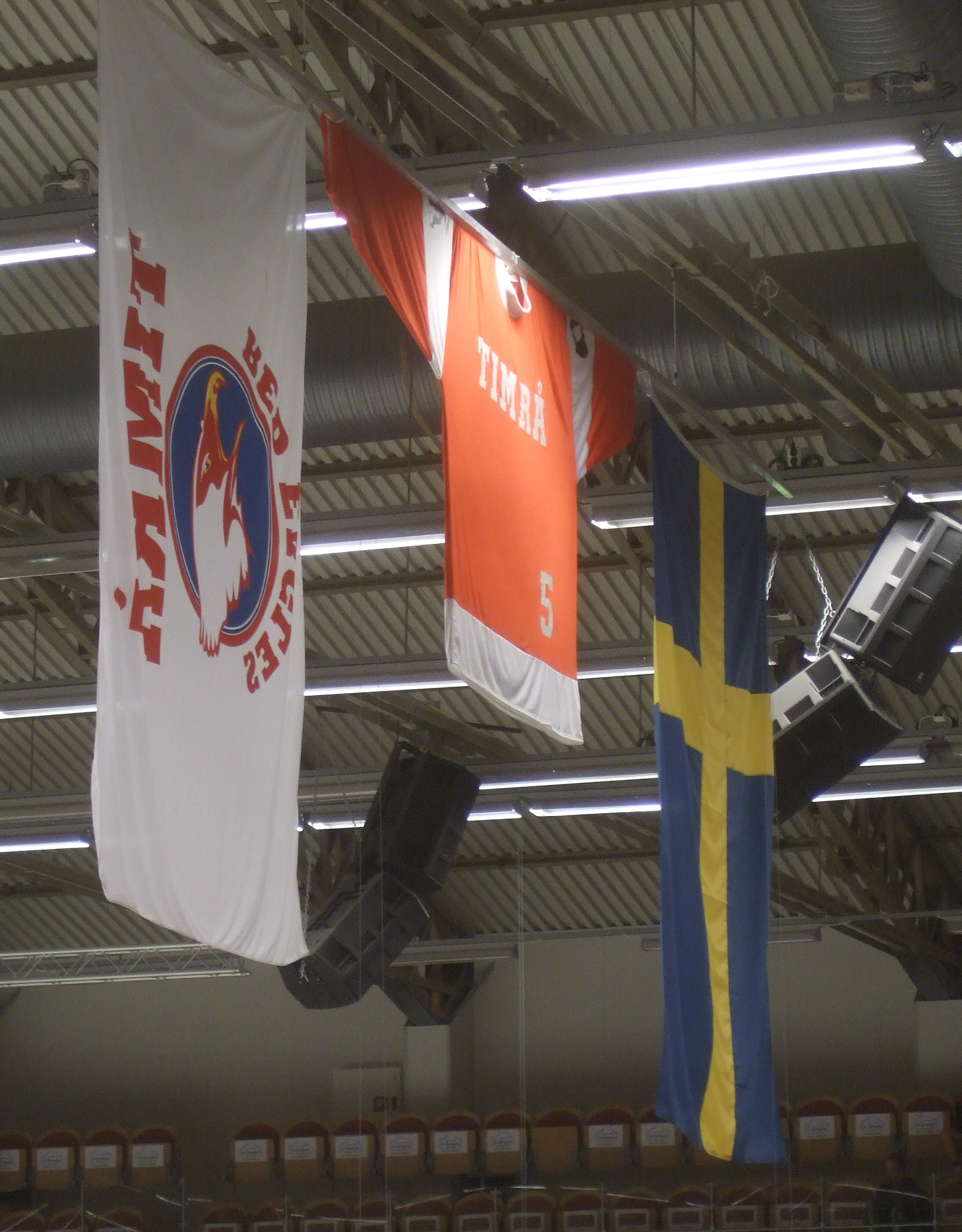
Lill Strimmas tröja i dåvarande Eon Arena, 2011.

- Nr 5 - Lennart "Lill-Strimma" Svedberg †

### Hissade tröjnummer
- Nr 8 - Eje Lindström [27]
- Nr 24 - Mats Näslund
- Nr 8 - Bo "Bulla" Berggren
- Nr 11 - Bert-Ola Nordlander
- Nr 21- Håkan Pettersson

### Reserverade tröjnummer
- Nr 20 - Henrik Zetterberg, C, 1997–2002, 2004–2005

### Övriga
- Anders Huss
- Anton Lander
- Bert-Ola Nordlander
- Boo Ahl
- Bo "Bulla" Berggren
- Christer Sehlstedt
- Eje Lindström
- Elias Pettersson
- Finn Lundström
- Fredrik Modin
- Håkan Pettersson †
- Inge Hammarström
- Jan-Erik "Biffen" Nilsson
- Joakim "Jocke" Nilsson
- Jonathan Dahlén
- Jonathan Hedström
- Kjell Dahlin
- Lennart "Tigern" Johansson †
- Magnus Pääjärvi Svensson
- Mika Pyörälä
- Miikka Kiprusoff
- Mats Näslund
- Matti Pauna
- Niklas Nordgren
- Olle Åhman †
- Per Hallin
- Peter "Pekka" Lindmark
- Pär Styf
- Robert Carlsson
- Stefan Pettersson
- Thommy Abrahamsson
- Åke "Tåget" Söderberg †

### Tränare
- Stig Andersson (1956–1962)
- Orvar Kempe (1962–1964)
- Sven Lindström (1964–1967)
- Verner Persson & Göte Viklund (1967–1968)
- Roine Björkstrand (1968–1970)
- Eje Lindström (1970–1976)
- Jan-Erik Nilsson (1976–1978)
- Håkan Nygren (1978–1980)
- Olle Åhman (1980–1983)
- Björn Pettersson & Christer Sehlstedt (1983–1984)
- Håkan Pettersson & Ulf Backlund (1984–1985)
- Håkan Pettersson & Christer Sehlstedt (1985–1986)
- Rolf Norrbom (1986–1987)
- Steven Brown (1987–1988)
- Lage Edin (1988–1989)
- Ulf Weinstock & Peter Crone (1989–1990)
- Ulf Weinstock & Sune Bergman (1990–1991)
- Ulf Weinstock & Lars-Eje Lindström (1991–1992)
- Juhani Tamminen & Magnus Billman (1992–1993)
- Ulf Thors & Magnus Billman (1993–1994)
- Lars-Eje Lindström (1994–1998)
- Peo Larsson (1998–2002)
- Lars Molin (2002–2002)
- Kent Johansson (2002–2007)
- Charles Berglund (2007–2010)
- Per-Erik Johnsson (2010–2011)
- Tommy Andersson (2011–2012)
- Tomas Montén (2012–2013)
- Rolf Nilsson (2013–2014)
- Roger Forsberg (2014–2016)
- Fredrik Andersson (2017–2022)
- "Ante" Karlsson (2019–2024)
- Olli Jokinen (2024-nuvarande)

## SCA Arena

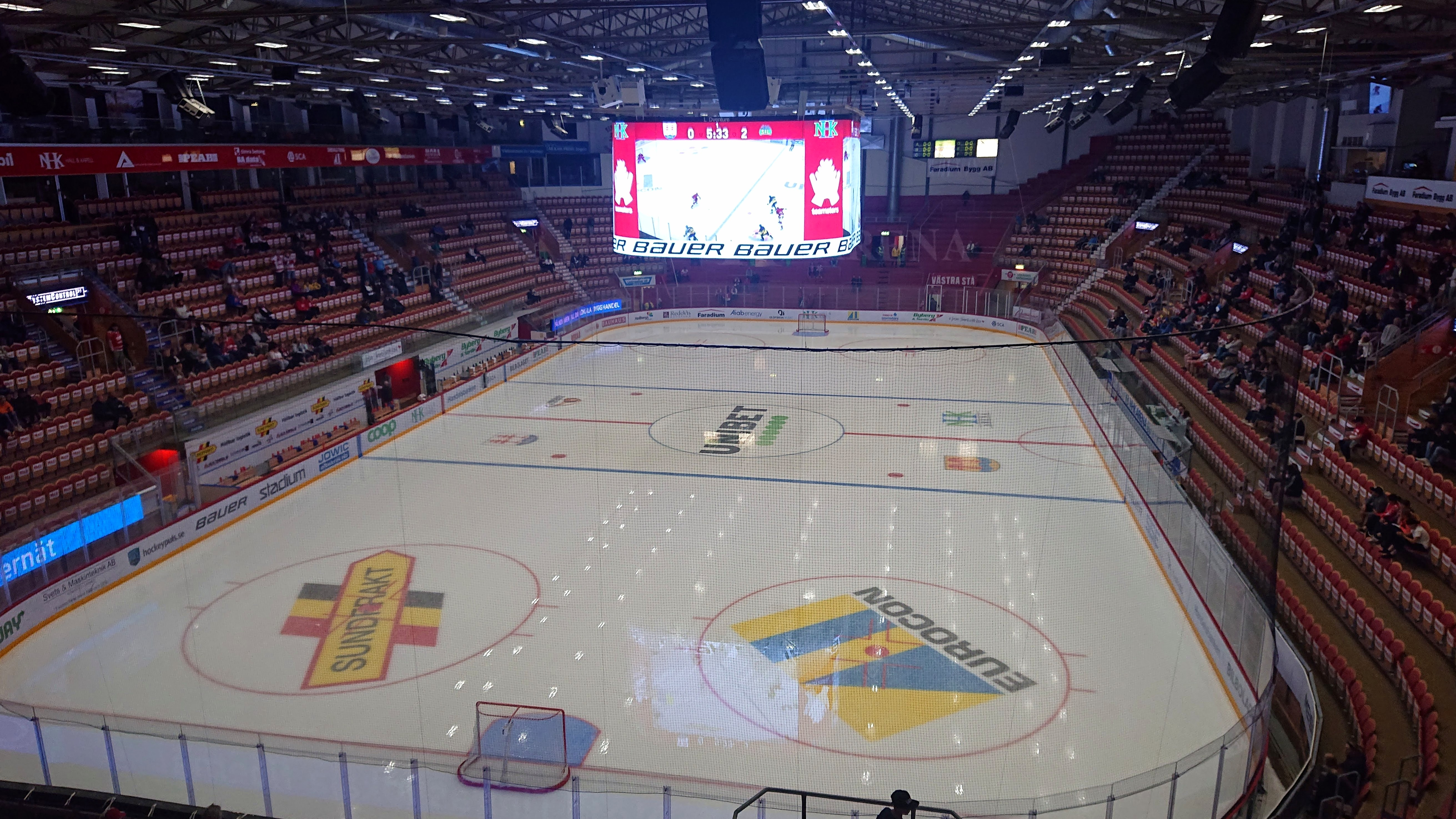
Vy över arenan från östra läktaren.

Timrås hemmaarena heter SCA Arena och invigdes den 4 september 1966, och byggdes senare om 2003 då Timrå avancerade till spel i högsta ligan Elitserien (nuvarande SHL). Från och med säsongen 2023/2024 är arenasponsorn SCA och arenan bytte då namn från tidigare NHC Arena till SCA Arena. 
Arenan har en kapacitet på 5 800 personer och ishallen ägs av Timrå kommun.

### Publiksnitt
Publiksnitt under grundserien i SCA Arena:
| Säsong  | Serie | Antal hemmamatcher | Totalt antal besökare | Publiksnitt |
| ------- | ----- | ------------------ | --------------------- | ----------- |
| 2016/17 | HA    | 26                 | 78 949                | 3 036       |
| 2017/18 | HA    | 26                 | 79 585                | 3 061       |
| 2018/19 | SHL   | 26                 | 102 228               | 3 932       |
| 2019/20 | HA    | 26                 | 86 814                | 3 339       |
| 2020/21 | HA    | 26                 | 1 158                 | 45          |
| 2021/22 | SHL   | 26                 | 91 502                | 3 519       |

## Supportrar och klack
Timrå IK:s supportrar är en fundamental del av föreningen. Supportrarna påverkar utvecklingen bland annat genom årsmöten och har varit av avgörande betydelse när föreningen haft problem, däribland då klubben riskerade konkurs år 2015. Det starkaste stödet har Timrå IK i Sundsvall/Timrå samt i området norra Hälsingland, Medelpad och södra Ångermanland. Supportrar finns dock i hela landet, däribland TIK 08 (supporterklubb i Mälardalen) men även utomlands.
Den organiserade delen av supporterverksamheten drivs främst av Timrå IK Supporterklubb som grundades redan 1962.  Supporterklubben har i perioder hört till de största supporterföreningarna i landet och har organiserat supporterresor både med bussar och hyrda tåg.
Under match finns supportrar över hela arenan. I mitten av 1970-talet började de mest aktiva supportrarna söka sig till samma plats på läktaren och formerade en klack. I den klassiska isladan fanns klacken på den södra ståplatsläktaren, och i den nya arenan finns klacken sedan 2003 på den västra ståplatsläktaren, Västra stå. Samtidigt som supportrarna och klacken kan påverka spelarnas/lagets prestation är de en viktig del av arenaupplevelsen och tillför förutom en ljudkuliss även visuella arrangemang med banderoller, flaggor och större tifon under matcherna.

## Klubbemblemet

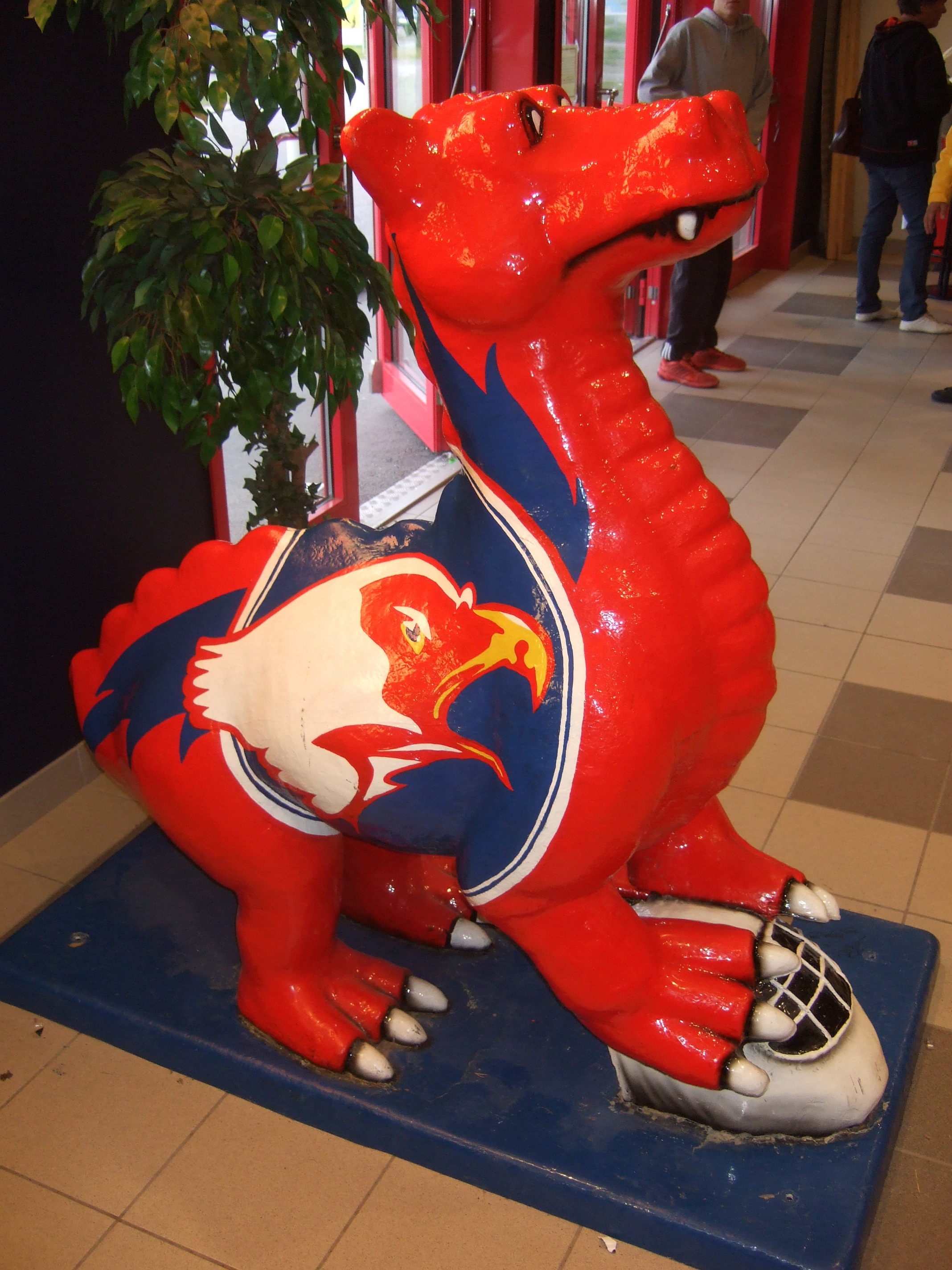
Sundsvallsdrake i SCA Arena med det äldre klubbemblemet.

Timrå IK:s klubbmärke består av två tallar och texten TIMRÅ IK skriven i ljusblå på en blå botten i nedre delen av emblemet. Tallarna är röda och vilar mot en vit bakgrund. Under sejouren i dåvarande Elitserien använde sig klubben av artistnamnet Timrå Red Eagles. Efter degraderingen till Hockeyallsvenskan 2013 och påtryckningar från supportrar valde klubbledningen att återgå till det klassiska klubbmärket med tallar och klubben motiverade återgången med att de ville bevara kulturen i det gamla klubbmärket.  Det nuvarande klubbmärket med tallarna har använts i samtliga officiella sammanhang sedan säsongen 2016/2017 då klubben beslutade att Timrå Red Eagles emblemet skulle fasas ut.